# Незнакомка (фильм, 1979)
«Незнакомка» — советский художественный фильм режиссёра Александра Белинского 1979 года.

## Сюжет
Среди зелени парков Санкт-Петербурга мелькает белое платье прекрасной незнакомки. Вместе с героем фильма, прообразом поэта, другими персонажами — посетителями ресторана — мы бродим по городу, заходим в рестораны, на вокзал, на прием в богатый и знатный дом. И везде мы встречаем незнакомку. О ней мечтает не только герой, но и юноша-семинарист, говорящий о любви, пожилой служащий продающий миниатюру, на которой поэт узнает свою незнакомку, и старый поэт, читающий свои стихи-воспоминания о юности и о любви… Поэт стоит у Невы: мимо него проходит шарманщик, а по небу проносится падающая звезда. Тонкая, почти прозрачная фигура в чёрном облокотилась на перила набережной недалеко от поэта. Вот она, до неё даже можно дотронуться, но её вдруг уводит другой. Поэт думает, что он потерял её. В своих скитаниях-поисках он попадает в богатый дом на прием. Внезапно в зал входит женщина в чёрном — она почти материализовалась, его незнакомка. Но, глядя в окно, он снова видит светлый и загадочный образ. Кто из них она, его мечта? Но мечта — как облако, к ней нельзя прикоснуться. В послесловии к фильму снова звучат стихи Блока, посвященные творящему художнику. Кредо художника, как провозглашает Блок: «Мир — прекрасен». Также как прекрасен город, родивший поэта и его поэзию. Фантазия и иллюзорность, высокое и низменное переплелось в поэме «Незнакомка».

## В ролях
- Галина Мезенцева — Незнакомка
- Николай Верещенко — Поэт
- Федор Никитин — Звездочёт (озвучивает Олег Басилашвили)
- Александр Романцов — Бледный
- Николай Крюков — старик, дядя Нины
- Виталий Юшков — Вася / Мишель
- Алексей Кожевников — трактирщик, муж Нины
- Людмила Ксенофонтова — Нина, хозяйка трактира
- Елена Алексеева — Нина, хозяйка трактира
- Игорь Ефимов, Изиль Заблудовский, Сергей Лосев — посетители трактира
- Павел Кашлаков — гость
- Гали Абайдулов — танцор
- Олег Анофриев (вокал)

## Съёмочная группа
- Автор сценария: Н. Крупенский
- Режиссёр: Александр Белинский
- Оператор: Валерий Смирнов
- Художник-постановщик: Лариса Луконина
- Композитор: Никита Богословский

## Награды
- Приз Всесоюзного фестиваля телефильмов

## Восприятие
Журнал «Нева» в 1980 году отмечал «смелость и риск» режиссёра Белинского, который «впервые отважился дать фантазиям Блока строго фиксированную форму».